# Raïon de Lakhdenpokhia
Le raïon de Lahdenpohja (russe : Лахденпо́хский райо́н, carélien:Lahdenpohjan piiri) est l'un des quinze raïons de la république de Carélie en Russie.

## Description
Il voisine au nord avec le raïon de Sortavala, au sud avec le raïon de Vyborg, le raïon de Käkisalmi et la Finlande.
La superficie du raïon de Lahdenpohja est de 2 210 km2.
Son centre administratif est la ville de Lahdenpohja.

## Politique et administration

### Statut
Le raïon est un des seize raïons de la république de Carélie, dans le district fédéral du Nord-Ouest. Son statut est un raïon municipal, et il comporte ainsi plusieurs municipalités à l'intérieur de lui,.

### Tendances politiques
| Scrutin             | 1er tour | 1er tour | 1er tour | 1er tour | 1er tour | 1er tour | 1er tour | 1er tour | 1er tour | 1er tour | 1er tour | 1er tour | 2d tour                  | 2d tour                  | 2d tour                  | 2d tour                  | 2d tour                  | 2d tour                  | 2d tour                  | 2d tour                  |
| Scrutin             | 1er      | 1er      | %        | 2e       | 2e       | %        | 3e       | 3e       | %        | 4e       | 4e       | %        | 1er                      | %                        | 2e                       | %                        | 3e                       | %                        | 4e                       | %                        |
| ------------------- | -------- | -------- | -------- | -------- | -------- | -------- | -------- | -------- | -------- | -------- | -------- | -------- | ------------------------ | ------------------------ | ------------------------ | ------------------------ | ------------------------ | ------------------------ | ------------------------ | ------------------------ |
| Présidentielle 2012 |          | ER       | 58,81    |          | KPRF     | 17,89    |          | SE       | 9,16     |          | LDPR     | 7,28     | Victoire au premier tour | Victoire au premier tour | Victoire au premier tour | Victoire au premier tour | Victoire au premier tour | Victoire au premier tour | Victoire au premier tour | Victoire au premier tour |
| Gouvernorale 2017   |          | ER       | 61,75    |          | SRZP     | 22,40    |          | KPRF     | 7,48     |          | LDPR     | 4,17     | Victoire au premier tour | Victoire au premier tour | Victoire au premier tour | Victoire au premier tour | Victoire au premier tour | Victoire au premier tour | Victoire au premier tour | Victoire au premier tour |
| Présidentielle 2018 |          | ER       | 77,87    |          | KPRF     | 8,78     |          | LDPR     | 7,42     |          | GRANI    | 1,81     | Victoire au premier tour | Victoire au premier tour | Victoire au premier tour | Victoire au premier tour | Victoire au premier tour | Victoire au premier tour | Victoire au premier tour | Victoire au premier tour |

## Démographie
Recensements (*) ou estimations de la population
| 1989*  | 2002*  | 2009   | 2010   |
| ------ | ------ | ------ | ------ |
| 18 879 | 16 391 | 15 396 | 14 235 |

| 2011   | 2013   | 2015   | 2017   |
| ------ | ------ | ------ | ------ |
| 14 181 | 13 930 | 13 621 | 13 215 |

| 2019   | 2021   | - | - |
| ------ | ------ | - | - |
| 12 642 | 12 298 | - | - |

## Galerie

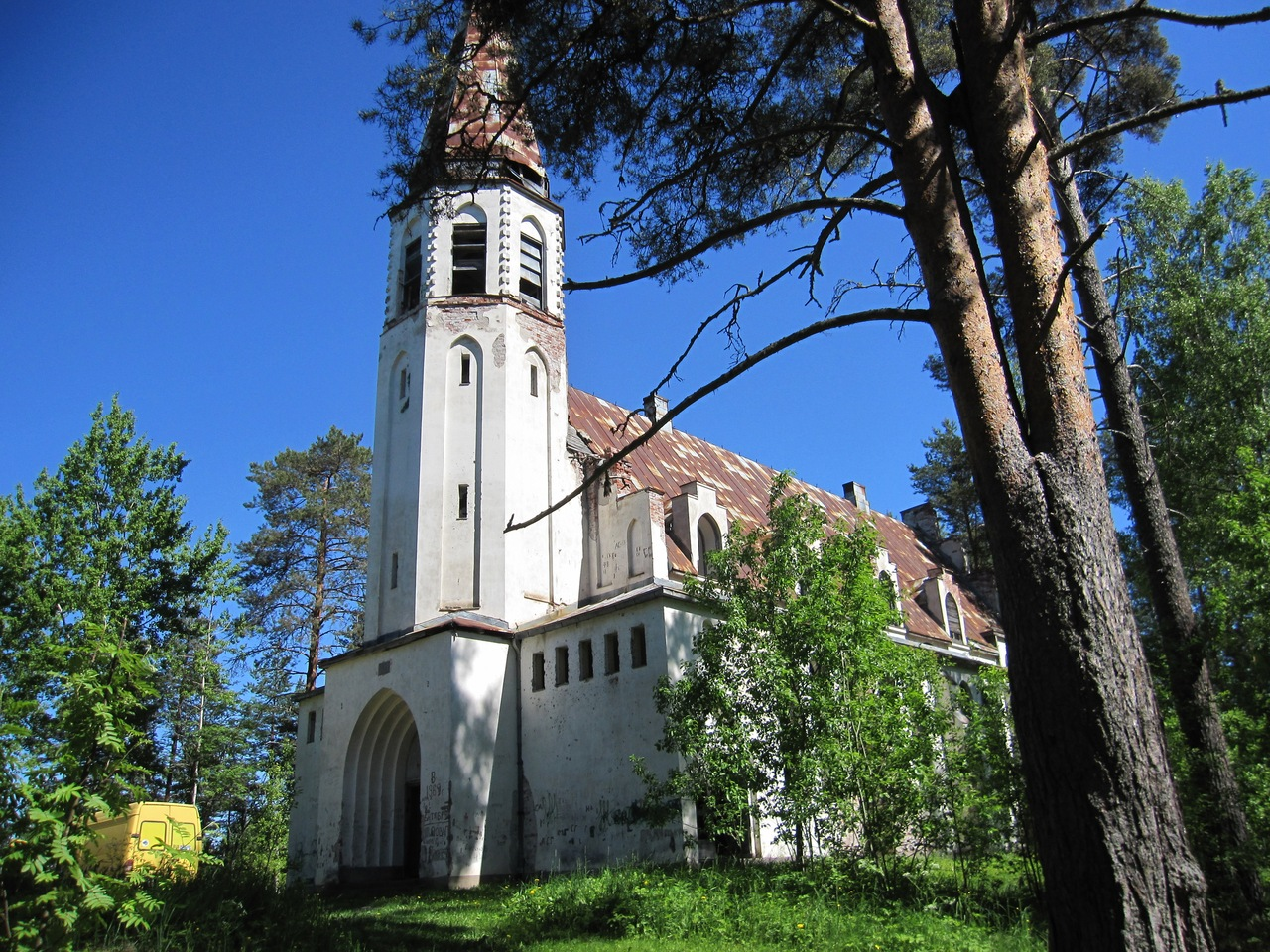
église de Lumivaara
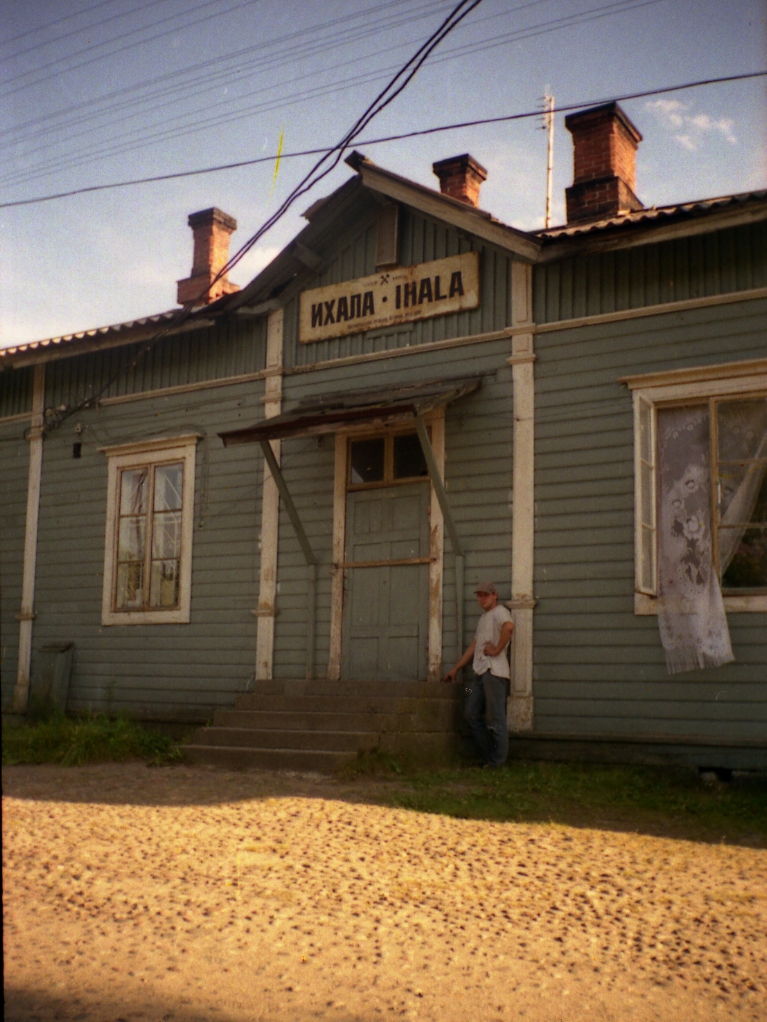
Gare de Ihala.
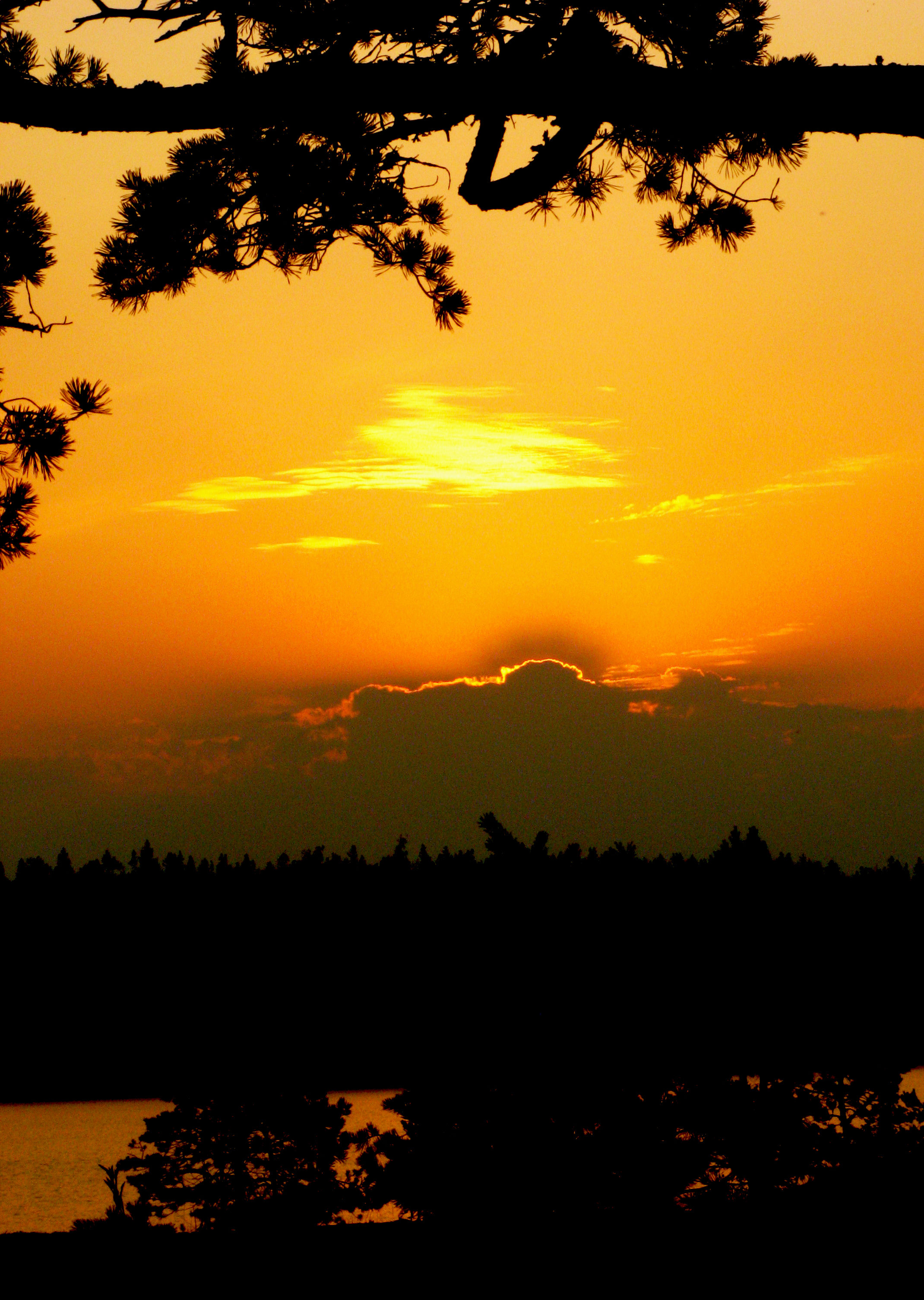
Coucher de soleil sur l'île Heposari (ru) du lac Ladoga.